# Праведники народов мира в Испании

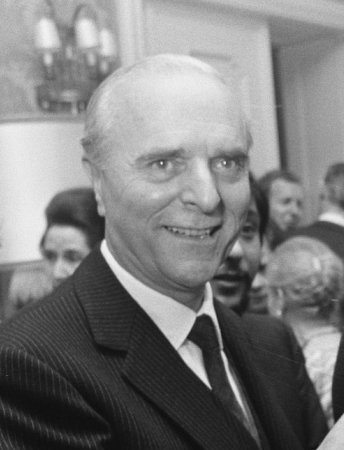
Анхель Санс Брис, испанский дипломат, спасал евреев в Будапеште

Праведники народов мира в Испании — испанцы, спасавшие евреев в период Холокоста, которым присвоено почётное звание «Праведник народов мира» израильским Институтом Катастрофы и героизма «Яд ва-Шем».
Такие звания присвоены 9 испанцам.

## Список
| Имя                                                                          | Номер  | Дата присвоения звания | Информация о подвиге |
| ---------------------------------------------------------------------------- | ------ | ---------------------- | --- |
| Мартин Агирре-и-Отеги исп. Martín Aguirre y Otegui                           | 11942  | 11 января 2011         | Спас еврейского мальчика Фреда Билда в Бельгии, сопровождал его из одного убежища в другое на виду у немецких солдат. Фред впоследствии стал канадским дипломатом. |
| Себастьян Ромеро Радигалес исп. Sebastián Romero Radigales                   | 12740  | 26 февраля 2014        | Посол Испании в Греции, спасал евреев, имевших испанское гражданство в Салониках, Афинах, концлагере Хайдари и других                                              |
| Консепсьон Файя Бласкес исп. Concepción Faya Blásquez                        | 12123  | 25 мая 2011            | Спасала евреев в оккупированной Франции |
| Эдуардо Проппер де Кальехон исп. Eduardo Propper de Callejón                 | 10867  | 6 августа 2007         | Испанский дипломат, спасал евреев в оккупированном Париже |
| Хосе Мартинес и Виктория Мария (Долорес) исп. José & Victoria Maria Martinez | 13243  | 12 апреля 2016         | Прятали Сару и Люси Уэйтер во французском городе Лавлане рядом с испанской границей.                                                                               |
| Хосе Сантаэлья и его жена Кармен исп. José Ruiz Santaella & Carmen Schrader  | 3984.2 | 13 октября 1988        | Хосе работал в испанском посольстве в Берлине. Вместе с женой они укрывали в своём доме трёх еврейских женщин.                                                     |
| Анхель Санс Брис исп. Angel Sanz Briz                                        | 121    | 18 октября 1966        | Испанский дипломат, спасал евреев в Будапеште. |